# Quartet de corda núm. 2 (Schubert)
El Quartet de corda núm. 2 (D 32) en do major va ser compost per Franz Schubert el 1812.

## Moviments
1. Presto (do major)
2. Andante (la menor)
3. Menuetto (do major; Trio en fa major)
4. Allegro con spirito (do menor – do major)

L'autògraf estava molt dispers i per això la primera edició de l'Alte Gesamt-Ausgabe només presenta el primer i tercer moviments, així com la segona meitat del Finale en la part de l'informe. La resta fou descoberta molt més tard per Maurice J. E. Marró, qui va editar l'obra completa de cara a la publicació.